# Hà Giang (stad)

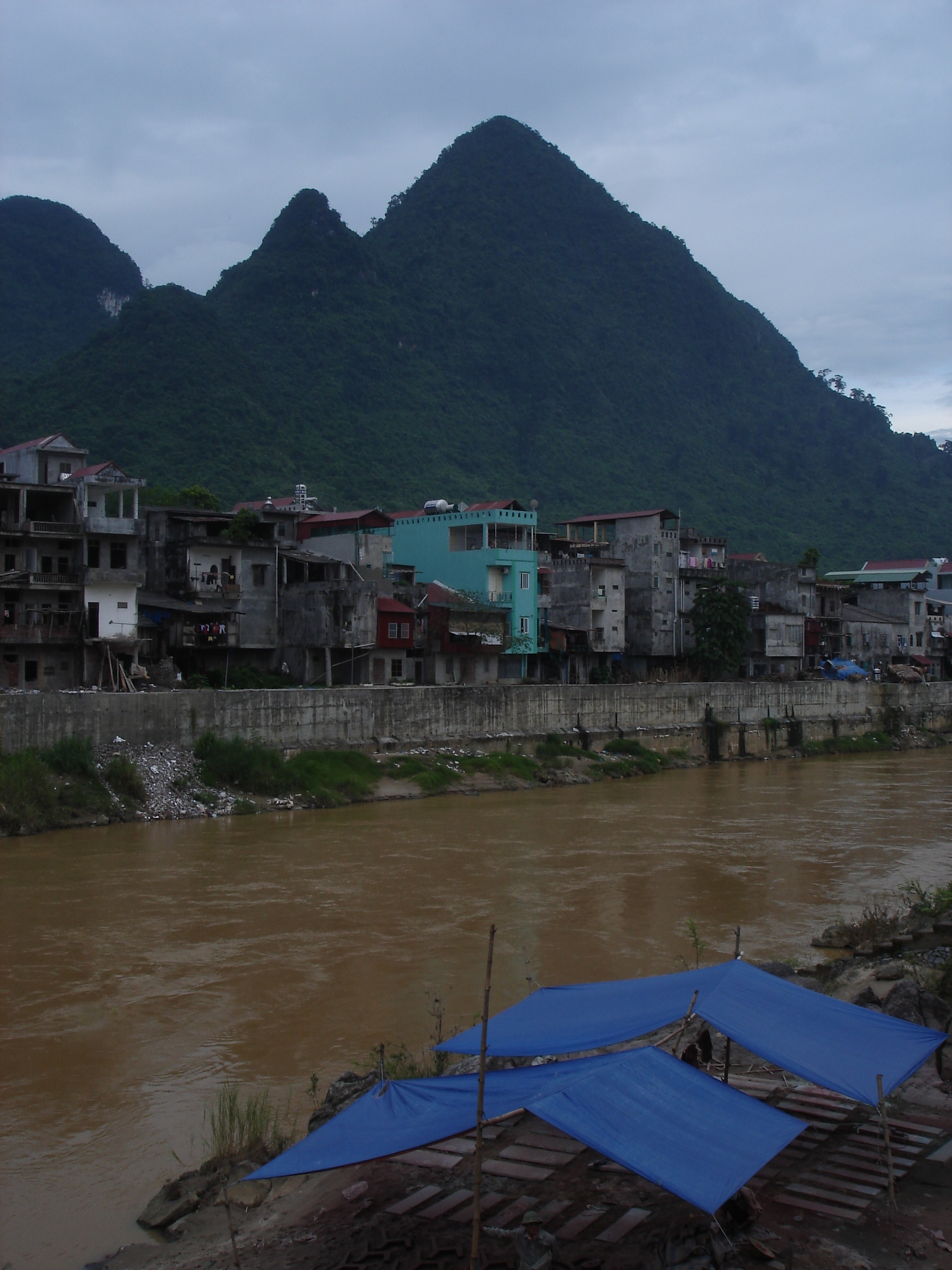
Hà Giang, "le point où la rivière Claire passe sur le territoire tonkinois"

Hà Giang is een stad in Vietnam en is de hoofdstad van de provincie Hà Giang. Hà Giang telt naar schatting 37.000 inwoners.

## Bestuurlijke eenheden
Zoals alle steden in Vietnam is ook Hà Giang onderverdeeld in meerdere administratieve eenheden. Hà Giang is onderverdeeld in vijf phường en drie xã.